# Ніколаос Баланос

Ніколаос Баланос

Ніколаос Баланос (грец. Νικόλαος Μπαλάνος 1859 — 22 вересня 1942, Афіни, Греція) — грецький архітектор.
Впродовж 40 років керував реставраційними та консерваційними роботами на Афінському акрополі в 19 столітті. Наприкінці життя обіймав посаду директора Технічної служби при Міністерстві народної освіти Греції (нині Міністерство освіти та релігії Греції). Вийшов на пенсію в березні 1939 року у зв'язку із проблемами зі здоров'ям. Його наступником став Анастасіос Орландос.

## Відновлення Акрополя
1835 року баварський гарнізон залишив Афіни, і Акрополь перейшов під контроль новоутвореної Грецької археологічної служби. Через півстоліття на Акрополі не залишилось жодного сліду «варварської присутності». До 1890 року розкопки настільки просунулись, що досягли материнської породи пагорби. Перший цикл робіт завершили 1902 року, їх масштаби були досить скромними, і проводились вони під егідою комітету міжнародних консультантів. 
Вперше Ніколаос Баланос покликаний до виконання робіт після землетрусу 1895 року, який значною мірою пошкодив руїни Парфенону. Над проблемою консолідації пам'ятки працювала інтернаціональна комісія французьких, британських та німецьких експертів. Баланос ретельно виконував реконструкцію за вказівками комісії, проте саме він висунув ідею намагатись використовувати тільки матеріали, знайдені на Акрополі, і застосовувати виключно давньогрецькі будівельні прийоми. 
До початку 1920-х років головний інженер Ніколаос Баланос працював вже без зовнішнього контролю. Саме він розпочав програму відновлювальних робіт, розраховану на 10 років. Планувалось повністю реставрувати внутрішні стіни, укріпити фронтони і встановити гіпсові копії скульптур, вивезених лордом Елгіном. Найбільш значимою зміною стало відтворення довгих секцій колонад, які сполучали східний і західний фасади. Ерехтейон став першою пам'яткою, повністю відреставрованою під керівництвом Баланоса.
Саме завдяки програмі Баланоса зруйнований Парфенон набув свого сучасного вигляду. Втім з 1950-х років, вже після його смерті, досягнення неодноразово піддавались критиці. По-перше, не здійснювались спроби повернути блоки на їх первісне місце. По-друге, і найважливіше, Баланос використовував для з'єднання античних мармурових блоків залізні стрижні та скоби. З часом вони заіржавіли та деформувались, через що розтріскувались блоки. В результаті консультацій з багатьма фахівцями вирішено, що до моменту завершення відновлювальних робіт, всередині храму можна буде побачити залишки апсиди християнської доби, а також постамент статуї богині Афіни Парфенос; не меншу увагу реставратори приділятимуть слідам від венеціанських ядер на стінах та середньовічним написам на колонах.